# 安竹宮
安竹宮（あんちくぐう、あんちくみや）は、中曽根康弘政権の後継を巡り、自民党内で安倍晋太郎と竹下登と宮澤喜一からとった頭字語で、次世代指導者として頭角を現したことを評した造語。政界用語。中川一郎、渡辺美智雄らを含めてニューリーダーとも呼ばれた。
世代としては三角大福（あるいは三角大福中）の後に属し、竹下派七奉行、YKK世代へと続く。

## 概要
| 名前 | 安倍晋太郎 | 竹下登 | 宮澤喜一 |
| 写真 |            |        |          |

既に田中角栄内閣の頃には、既成の実力者三角大福中に対してニューリーダーとして活躍し、かつ、自民党内で将来の総裁候補と目されていた安倍晋太郎・竹下登・小坂徳三郎の3名が諧謔的に「安竹小（）」と呼ばれていた。しかし、この「安竹小」のうち、小坂は党内最大派閥田中派であっても無派閥から加わった外様であり、運輸大臣時代に国鉄改革に対して消極的と見られたために財界出身でありながら土光敏夫ら肝心の財界からの積極的支援を失い、更に国鉄改革を押し進めた中曽根康弘首相の不興をも買って政治的影響力を低下させてしまったため、小坂徳三郎に代わって鈴木善幸内閣の官房長官を務めた宮澤喜一がニューリーダーとして加えられるようになり、「安竹小」はいつしか「安竹宮」へと完全に置き換えられるに至った。
この「安竹宮」も各々派閥後継者と目されていた人物であり、この3名は実際に派閥を継承している。また、中曽根康弘の総裁任期満了に伴う1987年10月31日の総裁選およびその中曽根裁定では、「安竹宮」3名だけが立候補表明し、同3名だけが後継総裁候補者となっている。しかし、当時の自民党内では、三角大福中と比較すると人物が小粒で三者の間に際立った違いもないと映り、伊東正義は安竹宮を「金太郎飴」と語り、後藤田正晴は「総理100点・総裁0点の宮澤、総裁100点・総理0点の竹下、総理50点・総裁50点の安倍」と多分に皮肉を交えて評している。
「安竹宮」のうち、安倍は、最も早くから派閥後継者と目され「総裁の椅子に最も近い男」という評価もありながら、角福戦争の怨念による悪影響を最も受け続け、外相時代の長期激務などもあり、ついに病に倒れ、総理総裁の座に就くことはなかった。安倍は、1986年に福田派（清和会）を継承して派閥領袖となり、外相を4期連続で務めて「外交の安倍」と呼ばれたが、リクルート事件に関わりを持っていたため、総理総裁になれる実質的なチャンスは中曽根裁定となった総裁選の1回のみであった。1991年5月15日、海部俊樹内閣の2年目、ポスト海部を争うことなく他界した。
竹下は田中派の後継者と目されていたものの、ロッキード事件裁判で無罪を勝ち取った暁の復帰を狙う田中角栄によって抑えつけられ、総裁選出馬は田中入院後を待たねばならなかった。1987年7月4日に自ら竹下派（経世会）を立ち上げて党内最大派閥の派閥領袖となり、同年10月20日の中曽根裁定によって、いち早く自由民主党総裁かつ内閣総理大臣の座に就いた。
宮澤は70年代より総裁候補として名前がしばしば上がっていたが、田中派などに宮澤嫌いの政治家も多く就任は遅れた。宏池会内でも対抗馬のニューリーダーである田中六助が存在したが、田中六助没後の1986年に宏池会を引き継いた。そして、竹下退陣・安倍逝去の後、ポスト海部として総理総裁となった。ただし宮澤改造内閣は、経世会の内紛や政治改革の遅れ等のため、1955年の結党以来一貫して政権首班であった自民党の野党転落を招いた。
このほか、中曽根派を継承することになる渡辺美智雄を加えて安竹宮渡、さらにニューリーダーよりは世代の古い河本敏夫を五大派閥のリーダーとして加えて安竹宮渡河と呼ばれることもあった。
リクルート事件では安竹宮3人とも関与によりダメージを受け、竹下内閣の大蔵大臣であった宮澤がまず大臣辞任に追い込まれ、次いで竹下内閣も退陣となった。前述のように安倍も総裁選出馬の機会を失う事となった。渡辺もまた同様に関与によって総裁選出馬を見送っている。河本はリクルート事件への関与は無かったが、ネオ・ニューリーダー世代の海部俊樹に総裁候補としての道を譲っている。
安倍は1991年、竹下は2000年、宮沢は2007年にそれぞれ死去し、全員が物故者である。
2014年の第2次安倍改造内閣では安倍の息子である晋三が内閣総理大臣、竹下の弟である亘が復興大臣、宮沢の甥である洋一が経済産業大臣となり、世襲した次代で「安竹宮」が勢ぞろいしたが、亘は2021年に、晋三は2022年にそれぞれ死去し、現在は洋一だけが存命である。